# Бездрик (зупинний пункт)
Бездрик — пасажирський залізничний зупинний пункт Сумської дирекції Південної залізниці розташований на одноколійній, неелектрифікованій лінії Баси — Пушкарне.
Розташований у с. Верхня Сироватка Сумського району Сумської області між станціями Баси та Золотницький.
На зупинному пункті зупиняються приміські поїзди.